# Sylar
Sylar es un personaje perteneciente a la serie  Héroes. Tiene en gran parte de la serie un rol antagonista y está interpretado por Zachary Quinto.

## Personalidad
Tiene una gran capacidad para manipular a las personas que lo rodean. A pesar de sus actos, Gabriel es una persona sensible. Lo demuestra cuando su madre no lo acepta por ser como es, y cuando descubre que quizás va a matar a miles de personas inocentes. Este sentimiento desaparece completamente cuando, por accidente, asesina a su madre, acto que le hace perder la cabeza y desechar cualquier sentimiento positivo hacia otra persona.

## Historia

### Génesis
Gabriel Gray era un talentoso relojero neoyorquino que atendía el negocio familiar de sus padres. Siempre se sintió miserable porque nunca pudo ser alguien "especial". Es visitado por el genetista indio Chandra Suresh, quien le informa sobre su teoría de la evolución, abriendo la posibilidad de que Gabriel sea un superhumano. Al poco tiempo, Gabriel es sometido a varias pruebas, sin resultado alguno, por lo que Chandra decide buscar a otro posible superhumano: Brian Davis, un hombre con poderes telequinéticos.
Gabriel se descontrola al saber que no era "especial", por lo que decide llamar a Brian para ver la naturaleza de sus poderes. Brian Davis, en cambio, se sentía atemorizado por el poder que tenía y al llegar Brian a la relojería de Gabriel, este se da a conocer ante el telequinético con el nombre de la marca de su reloj (Sylar). Brian le dice que si no podía quitarle su poder porque podía hacer daño aunque él no lo quisiera. Gabriel no entendía por qué no quería su poder. Brian muestra su habilidad a Sylar moviendo un vaso sobre una mesa y Sylar, al considerar que el poder, como decía Chandra Suresh, se encontraba en el cerebro, entiende, gracias a su habilidad, cómo funciona el poder de Brian y le dice: "Está averiado, yo lo arreglo. Es un imperativo evolutivo".
Sylar mata brutalmente a Brian con un pisapapeles de cristal y roba la parte de su cerebro que controlaba el poder telequinético. Observando su cerebro adquiere el poder y luego se lo enseña a Suresh, controlándolo no muy bien y rompiendo un vaso en el proceso. Al ver esto, Suresh cataloga a Sylar como Paciente Cero (0) y continúa su análisis con él. La forma característica de Sylar para ejecutar sus asesinatos es haciendo telequineticamente, una incisión en la frente de sus víctimas para alcanzar su cerebro, adquiriendo así la habilidad de la víctima, pero sacrificando la vida de ésta. Esto se debe a que mientras trabajaba con el Dr. Suresh Padre, este le dijo que el cerebro controlaba todo lo que hacía el cuerpo. Incluso si el alma existiera, científicamente hablando, estaría localizada en el cerebro.
Una vez obtenidos todos estos poderes y haber escapado del Sr. Bennet (tras haber sido atrapado luego de su lucha contra Peter en el baile de bienvenida), de Mohinder Suresh (tras hacerse pasar por Zane Taylor y matar a Dale Smither, es atrapado por Mohinder) y el FBI (debido a los asesinatos, esta organización se encuentra tras él), Sylar se presenta en la plaza Kirby, después de haber visitado a su madre. Al mostrarle sus poderes, ella entra en pánico y trata de apuñalarlo con unas tijeras. Sin embargo, ella misma termina apuñalada por su propia mano, posteriormente Sylar declara haber asesinado a su madre no por accidente sino porque deseaba hacerlo. Donde ocurrirá la explosión de la bomba que destruirá Nueva York (esto lo ve gracias al poder de Isaac).
Una vez que se presentan Peter Petrelli y Noah Bennet, Sylar se aparece ante ellos, atacando a Noah, quien es empujado a una pared donde se rompe el brazo. Llega Matt Parkman, quien dispara a Sylar, pero este detiene las balas con su poder telequinetico y se las devuelve, dejando fuera de combate a Parkman con cuatro balas en el torso.
Peter trata de enfrentarse a Sylar, quien es más poderoso. Toma a Peter por el cuello con telequinesis, Niky lo golpea con un poste de luz, pero antes de realizar un segundo golpe, es atacado por la espalda por Niki Sanders, que con su superfuerza logra que Peter se libere.
Peter golpea a Sylar varias veces, pero su poder radiactivo se vuelve inestable, en ese momento aparece Hiro Nakamura y apuñala a Sylar con una espada. Sylar lo hace volar con su poder telequinetico. Mientras se desangra, en sus ojos se observan todas sus víctimas y luego él mismo, muerto.
Poco después de la explosión y la llegada de la policía, se muestra un rastro de sangre, desde el lugar donde se encontraba Sylar hasta una alcantarilla.

### Generaciones
Sylar es rescatado por Candice Wilmer, quien utiliza sus poderes de ilusión para hacer que Sylar desaparezca. Este luego de ocho cirugías, es incapaz de utilizar sus poderes (porque inyectaron una cepa poderosa del virus Shanti, por Candice, siguiendo órdenes de La Compañía), por lo que para obtenerlos nuevamente, mata a Candice, sin embargo no logra recuperarlos y perdido en una densa jungla cerca de la frontera entre México y EE. UU., Sylar se va y luego de tres días, es encontrado al borde de la muerte por Maya Herrera y Alejandro Herrera. Sylar descubre que los hermanos Herrera están buscando a Mohinder Suresh para controlar el poder de Maya, Sylar les asegura que los llevará con el genetista.
Alejandro desconfía de Sylar, su hermana no, ya que Sylar le enseña a dominar sus poderes y la convence de que su hermano la odia y desea su muerte (debido a que Maya descubre sus poderes, en la boda de su hermano, matando a su esposa). Por esto Alejandro enfrenta a Sylar, sin embargo muere. Maya y Sylar llegan al departamento de Suresh, en el cual Sylar busca una cura para su condición, se entera del virus y decide llamar a Mohinder, quien al llegar al departamento es testigo de los poderes de Maya y la impotencia de Sylar, este en medio de una discusión, le dispara a Maya. Sylar desea la cura (la sangre de Claire Bennet, mezclada con la de Mohinder, la cual estaba hecha para Niki), pero obliga a Mohinder a probarla primero en Maya, esta revive y en ese momento llega Elle Bishop, quien desea atrapar a Sylar para volver a obtener la confianza de su papá. Elle logra darle a Sylar en la espalda, quien rompe un vidrio al caer y desaparece, llevándose la cura.

### Villanos
Al iniciar el tercer volumen, Sylar se inyecta la cura, regenerando sus heridas y recuperando sus poderes. Prueba su telequinesis con una lata y al hacerla volar a su mano dice: "He vuelto". Sylar, será el protagonista principal de este volumen, en busca de nuevos poderes, como los de Elle y Angela Petrelli y además se prepara para vengarse de La Compañía y de los nuevos villanos que aparecen.
En los primeros episodios de la tercera temporada Sylar obtiene la habilidad de Bob Bishop (transmutación del metal en oro) y la más ansiada: la de Claire, pero para sorpresa de todos al hacerle la incisión en el cráneo y obtener su poder ella sigue aparentemente viva por lo que le coloca de nuevo la parte superior de la cabeza arrancada permitiendo que ella se regenere y se salve y se dirige a la compañía en busca de más personas con habilidades.
Es capturado por la compañía, siéndole revelado que es hijo de Arthur y Angela Petrelli, y por lo tanto hermano de Peter y Nathan. Se le asigna como compañero de HRG, y se le coloca en rehabilitación psicológica. Empieza a mostrar su lado amable e incluso salva la vida de Claire y la de Peter cuando Arthur Petrelli le quita los poderes a su hijo y lo encierra para experimentar con él.
En este volumen se revela gran parte del pasado de Sylar y de lo que lo llevó a convertirse en el monstruo que todos conocen. Poco después de haber robado el poder de Brian Davis, lo cual constituyó su primer asesinato, el joven relojero Gabriel Gray se sumió en un intenso dolor interno y el remordimiento le llevó a atentar contra su propia vida, intentando suicidarse en su relojería. Justamente en el momento en que colgaba de la soga Elle Bishop entró en la habitación impidiéndolo. Gabriel creyó que la aparición de Elle significaba un milagro divino en señal de que era perdonado y que tenía la oportunidad de retomar su vieja vida; pero en realidad la presencia de la chica allí se debía a que era agente de La Compañía trabajando en conjunto con HRG. En los días que siguen a este incidente Gabriel fortalece su amistad con la chica y empieza a sentirse atraído por ella, quien también experimenta nuevos sentimientos hacia él y trata de convencer a HRG de que lo dejen en paz. Sin embargo la intención de HRG era averiguar cómo hacía Sylar para tomar las habilidades de otros y por tanto obliga a la chica a relacionar a Gabriel con superhumanos para que muestre su lado oscuro intentado robar sus habilidades. Elle lleva a Trevor ante Gabriel y este no puede resistirse y lo mata para robar su habilidad. Desde ese momento se corta la relación entre ambos y comienza a existir solamente Sylar en detrimento del inocente relojero. 
Al final de esta temporada descubre que no es hijo de Arthur y Angela Petrelli y que ellos solo lo estaban utilizando. Cuando Peter está a punto de dispararle a su padre, Sylar detiene la bala en el aire, le pregunta a Arthur si realmente es su hijo y al usar su habilidad de detección de mentiras descubre la verdad. Antes de continuar le responde a Peter "no eres un asesino Peter, yo sí" y usando su telekinesis le perfora la cabeza a Arthur con la bala.
Más tarde viaja a Primatech jugando un juego mental con Angela y últimamente sacándole que ella no es su madre biológica y que estaba abusando de él, Sylar está a punto de matar a Angela, sin embargo Claire aparece y mata a Sylar clavándole un pedazo de vidrio en la parte trasera de su cabeza, Sylar entonces se queda atrapado en Primatech mientras se quema.

### Fugitivos
En el cuarto volumen vemos a Sylar en la búsqueda de sus verdaderos padres y su familia, en el primer capítulo va en busca de su padre adoptivo quien le dice que lo adoptaron de un hombre que necesitaba dinero, cuando Sylar le pregunta quién era ese hombre su padre adoptivo responde "es mi hermano" lo que convertiría a su padre en su tío.
Durante su viaje al hogar de Samson, Sylar es atacado por agentes, pero este logra deshacerse de ellos y deja vivo a uno sabiendo que sabe información sobre su padre y así empieza a torturarlo, durante el progreso Luke Campbell y su madre son atrapados por Sylar por meterse en una situación no tan estable, Sylar entonces descubre que Luke posee un poder y cuando el agente se libera a punto de matar a Sylar Luke lo quema vivo, Sylar desanimándose porque la única fuente de información se ha perdido se marcha, pero Luke le dice que sabe dónde esta Samson, Sylar viendo que no miente decide viajar con Luke buscando a Samson en el viaje Luke se comporta muy excitado e inmaduro ante Sylar y este luego de conseguir la dirección de Samson, abandona a Luke dejándoselo a manos de los agentes cazadores de especiales, sin embargo Sylar rescata a Luke pero este le afirma que solo fue por la laptop.
Sylar empieza a recordar cosas de su pasado cuando llega a un restaurante abandonado en medio de la carretera,  Sylar entonces recuerda que estaba con su padre, y que este hablo con una pareja que le dio dinero y a cambio lo entregó al pequeño Gabriel, el pequeño Grabriel corre tras su padre y presencia como este asesina a su verdadera madre, (abriéndole la cabeza), en el presente Sylar en un momento de ira intenta matar a Luke, pero por su preocupación por encontrar a su padre lo deja vivo, y ya sabe a dónde dirigirse para encontrar a Samson. Sylar llega finalmente a la casa de su padre y descubre que Samson está muriendo de cáncer, además de que durante la reunión Samson le expone que posee la misma habilidad de Aptitud intuitiva, y por desgracia descubre que Sylar posee la habilidad de regenerarse, hecho que enloquece a Samson e intenta asesinar a su propio hijo, pero Sylar resiste el ataque y lo estrangula casi hasta la muerte, sin embargo él decide dejar que muera de una manera más lenta y dolorosa, quitándole la oportunidad de recuperarse del cáncer. Acto seguido Sylar se dirige al apartamento de Danko en donde le deja un conejo disecado y a Eric Doyle como "regalos", Danko descubre que el que le está mandando a los fugitivos es Sylar, e intenta deshacerse de él, pero Sylar lo convence de que él lo puede ayudar y así le ayuda en la caza de un hombre que cambia de forma, Danko lo atrapa transformado como Sylar y el verdadero Sylar con su poder empatico sin asesinarlo le quita el poder y le calva un cuchillo en la nuca, Danko le presenta el cuerpo a Noah, una mujer lo recoge, se monta al auto de Danko y se transforma en Sylar. 
Posteriormente Sylar comienza a usar sus poderes con el fin de hacerle la vida imposible a Noah, comenzando con hacerle creer a Noah que su esposa no lo ama nunca más y que quiere el divorcio de inmediato, obviamente Noah sorprendido por eso investiga más al fondo del asunto, descubriendo que su esposa es una impostora gracias a su firma, sin embargo cuando Sandra llega a su apartamento es apuntada en la cabeza por el propio Noah quien intenta descubrir si Sylar está vivo o no, pero Noah se da cuenta de que Sandra es la verdadera tras recibir una llamada de Lyle, horas después Sylar (como un agente) es disparado en la espalda después de que Noah descubriera por quien se estaba haciendo pasar, pero el agente no se levanta y los demás lo ven como un asesino, Noah confundido huye y se convierte en prófugo, más tarde el fallecido agente se regenera y se convierte en Sylar. 
Posteriormente Sylar comienza a perder el control de su habilidad de metamorfosis, lo que ocasiona que el desarrolle ciertas características biológicas que le sobran o que lo terminan poniendo en duda de quien es en realidad, así que Sylar buscando redimirse toma las pertenencias de su fallecida madre adoptiva y desarrolla casi un alter ego, donde él se comporta y se transforma en su madre, ayuda a Micah a escapar y deja de ser amigo de Danko, finalmente Sylar se transforma en Nathan Petrelli, y así comienza a poner en practica hasta ahora unos desconocidos propósitos, sin embargo Danko intenta frenar a Sylar y le clava un cuchillo en la parte posterior de su cabeza, pero para sorpresa de Danko Sylar se levanta diciéndole que eso le dolió, además de explicarle que gracias a su nueva habilidad de metamorfosis puede alterar su cuerpo de tal forma que la parte microscópica que era su punto débil, la ha traslado de su cerebro a otra parte de su cuerpo, luego asume la forma de Danko y lo culpa del asesinato de sus propios agentes, más tarde cuando él es alcanzado por Claire se ve en la obligación de fingir ser Nathan hasta que Claire recibe una llamada de Noah, Sylar entonces la aprisiona y le confiesa su amor y que ellos están destinados a estar juntos debido a su habilidad regenerativa, Peter y Nathan vienen a luchar contra Sylar, y una batalla toma lugar y todo acaba en la muerte de Nathan a manos de Sylar, acto seguido Sylar comienza una persecución por alcanzar al presidente usando su habilidad de metamorfosis, una vez que el alcanza al presidente y estrecha su mano con él,  Sylar es incapaz de tomar su forma, el presidente comienza a cambiar de forma y seda a Sylar revelando ser Peter, por último Noah en compañía de Angela persuaden a Matt Parkman de usar sus poderes para hacer que Sylar crea que es Nathan, al final del volumen Sylar creyendo ser Nathan está presente en el funeral de “Sylar”.

### Redención
Meses después del funeral, Sylar continua creyendo ser Nathan, sin embargo el ante Angela mira el reloj de su oficina y dice "este reloj está adelantado minuto y medio" y lo arregla, por lo tanto se pone en duda si Sylar realmente se ha ido.
En los capítulos "Orientación" y "Orientación Parte II" se ve de nuevo a Sylar en la mente de Matt Parkman diciéndole que le devolviera su cuerpo, porque al paracer cuando Matt cambió su personalidad por la de Nathan Petrelli, absorbió algo de la personalidad de Sylar.
Al final de la temporada se arrepiente de sus crímenes tras pasar '5' años encerrado en su pesadilla más profunda. Logra escapar de esta con la ayuda de Peter y ayuda a frustrar los planes de Samuel.

## Futuros alternos

### Genesis
En el futuro mostrado en "Cinco Años Perdidos", Nathan es elegido presidente de los Estados Unidos, sin embargo, resulta ser Sylar, utilizando la habilidad de Candice Wilmer (lo que significa que mató a Nathan y Candice) y a DL Hawkins. Una vez que Parkman (el jefe de seguridad presidencial) es atacado por Peter y Hiro, llama a Sylar, este se presenta y revela su verdadera identidad. Sylar le asegura que Nathan se volvió contra su especie antes de ser asesinado (dado que Nathan (Sylar) empieza acciones y reformas para acabar con los de su especie). Al parecer este futuro de Sylar reemplazando a Nathan se puede cumplir, en los últimos capítulos de Fugitivos.

### Me he convertido en la muerte
En el cuarto capítulo de la tercera temporada, Sylar aparece viviendo en la casa de los Bennet como Gabriel, junto con su hijo Noah, en este mundo alternativo Sylar abandonó su postura de asesino recolector de habilidades, para tener una vida en paz junto a su hijo, viéndosele incluso en postura amistosa y cariñosa con el Peter que llega del pasado, al ser estos hermanos en este mundo alternativo. Sin embargo, debido a la llegada a casa de Gabriel del Peter del pasado junto a otros seres del futuro con habilidades que aparecen para dar caza a este Peter, crean una pelea que accidentalmente provoca la muerte de su hijo Noah, lo cual cruza los cables de Gabriel haciendo que provoque un estallido nuclear en la ciudad, eliminando a todos menos a Peter que posee el poder regenerativo. Es atrapado por Claire que trabaja para Nathan del futuro.

## Habilidades
En realidad el poder original de Sylar es la Aptitud Intuitiva, es decir, puede comprender el funcionamiento de cualquier mecanismo con solo verlo (tanto si es artificial como biológico). En el caso de ver a una persona con superpoder, Sylar puede detectar cómo funciona ese poder y saber exactamente de qué parte del cerebro viene. Puede utilizar ese poder una vez que lo comprende, pero para eso tiene que ver el cerebro directamente y, por ende, asesinar al individuo para hacerlo. Desarrolla muy rápido la habilidad, incluso más rápido que sus "benefactores", ya que comprende cómo funciona. El problema con esta habilidad es que hace que Sylar desarrolle un hambre insaciable por poder y, aunque controla con mucha facilidad las habilidades que toma, no puede controlar la propia.
El poder que Sylar suele utilizar con más frecuencia es el de la Telequinesis el cual fue el primer poder que adquirió al asesinar a Brian David, y es el poder que más desarrollado tiene, las capacidades de su Telequinesis, se pueden mostrar a lo largo de la serie puede desde mover pequeños objetos hasta objetos mucho más grandes que él, como tráileres. También su poder le permite cortar y cercenar telequineticamente. Algunos fanes especulan con que también pueda usar la telequinesis en su propio cuerpo para levitar y desplazarse rápidamente pero, a diferencia del poder del vuelo de Nathan, la altura con la que puede levitar es limitada.
Sylar es el antagonista de Peter Petrelli, ya que ambos son capaces de usar los poderes que "toman" de los demás. Aún no se había develado nada sobre cómo Sylar toma los poderes, pero en el primer capítulo de la 3ª Temporada se ve cómo Sylar toma el poder de Claire, por ende se ve cómo toma el poder de los demás, abriéndole la cabeza y examinando su cerebro, buscando la parte responsable de la habilidad regenerativa, y después de encontrarla, él empieza a "entender como funciona". De esa manera es como el puede tener los poderes de otros, su habilidad le permite copiar esos poderes ya que entiende cómo funcionan y qué parte del cerebro es la que se utiliza.
En la tercera temporada (2009), desvelan que Sylar nunca tuvo el deseo de matar a nadie, sino que todo fue provocado por su habilidad, la cual como una droga, le provoca un ansia casi imposible de controlar el recolectar habilidades. En esta temporada el padre de Peter, se hace pasar a su vez por el verdadero Padre de Sylar, haciéndole a este un gran regalo, hace que Sylar descubra que puede recrear los poderes observando a su poseedor sin necesidad de abrirle la cabeza, sin embargo, esta manera de comprender los poderes es mucho más lenta, y provoca que no pueda manejar al 100% la habilidad desde el principio, aunque gracias a esto logra copiar el poder de la metamorfosis de un hombre que había copiado su forma antes de morir, aprovechando además la muerte de este hombre que murió con su forma, para simular su tan ansiada muerte por muchos. A pesar de este gran descubrimiento para copiar poderes, a Sylar no le gusta esperar... Cuando, después de un buen tiempo copiando habilidades por las buenas, va y mata a la chica con el poder de detectar mentiras, dice, mientras le manosea el cerebro, "había olvidado lo bien que se siente".
Las víctimas de Sylar, y de las que ha ido obteniendo sus poderes, son:
| Nombre                | Interpretación         | Habilidad              | Forma de muerte | Episodio                  |
| --------------------- | ---------------------- | ---------------------- | --- | ------------------------- |
| Brian Davis           | David Berman           | Telequinesis           | Su cabeza es golpeada con un pisapapeles. | Six months ago            |
| Trevor Zeitlan        | Jeff Staron            | Destrozamiento         | Sylar lo mata en su apartamento loco de celos. | Villanos                  |
| Chandra Suresh        | Erick Avari            | Ninguno                | Su cabeza es golpeada repetidamente con la ventanilla de su taxi. | Six months ago            |
| James Walker y esposa | Desconocidos           | Congelación y ninguno  | Sr. Walker es congelado y su cráneo es abierto con telequinesis, Sra. Walker es atacada con utensilios de cocina, y queda muerta clavada a la escalera de su casa.                                                                                  | Un gran salto             |
| Charlie Andrews       | Jayma Mays             | Supermemoria           | Su cráneo es abierto en la bodega de Burn Toast Diner. En la cuarta temporada Hiro se devuelve en el tiempo y lo detiene diciéndole cosas sobre el futuro a cambio de que curara a Charlie, evitando así la muerte causada en la primera temporada. | Seven minutes to midnight |
| Jackie Wilcox         | Danielle Savre         | Ninguna                | Su cráneo es abierto, pero su cerebro no es extraído, ya que Sylar la confunde con Claire Bennet. | Homecoming                |
| Hank                  | Colby French           | Ninguna                | Su cabeza es golpeada contra la cama donde se hallaba Sylar. | Distractions              |
| Zane Taylor           | Ethan Cohn             | Licuefacción           | Su cráneo es abierto poco después de dejar pasar a Sylar a su departamento, confundiéndole con Mohinder Suresh. | Run!                      |
| Dale Smither          | Rusty Schwimmer        | Superaudición          | Su cráneo es abierto en su garaje. | Inesperado                |
| Isaac Méndez          | Santiago Cabrera       | Precognición artística | Su cráneo es abierto luego de ser fijado con pinceles en los brazos sobre el piso de su taller. | .07%                      |
| Ted Sprague           | Matthew John Armstrong | Radioactividad         | Su cráneo es abierto luego de que Sylar vuelca el coche donde estaba preso. | Landslide                 |

Tras inyectarle el virus Shanti, todos los poderes de Sylar desaparecen. Al inyectarse la cura al final de la segunda temporada, solo recupera su poder original, aptitud intuitiva, y la telequinesis., luego en los próximos episiodios también se ve que conserva su superoido, la precognición artística de Isaac Méndez y el poder de radiación de Ted Sprague.
A partir de la tercera temporada, Sylar desarrolla una empatía mímica por la que puede obtener poderes sin asesinar al portador.
| Nombre            | Interpretación                                                              | Habilidad                                             | Forma de muerte | Episodio                  |
| ----------------- | --------------------------------------------------------------------------- | ----------------------------------------------------- | --- | ------------------------- |
| Candice Wilmer    | Missy Peregrym / Rachel Kimsey                                              | Creación de ilusiones (Poder no obtenido).            | Su cabeza es golpeada por una taza. | Kindred                   |
| Derek             | Desconocido                                                                 | Ninguno                                               | Su cabeza es golpeada por una piedra. | The kindness of strangers |
| Alejandro Herrera | Shalim Ortiz                                                                | Anti-virogénesis (Poder no obtenido).                 | Es asesinado con una navaja. | Truth & consequences      |
| Claire Bennet     | Hayden Panettiere                                                           | Regeneración Espontánea                               | Sylar le abre el cerebro y absorbe su poder, pero ella no muere.                                                                           | The second coming         |
| Bob Bishop        | Stephen Tobolowsky                                                          | Transmutación Aurum                                   | Sylar le abre su cráneo por medio de la telequinesis en su despacho dentro de la Compañía                                                  | The butterfly effect      |
| Bridget Bailey    | Tehmina Sunny                                                               | Psicometría                                           | Sylar abre su cabeza en una celda del nivel 5.                                                                                             | One of us, one of them    |
| Jesse Murphy      | Francis Capra                                                               | Manipulación del sonido/Grito sónico y destructivo    | Sylar abre su cabeza en el banco donde los villanos habían atacado.                                                                        | One of us, one of them    |
| Elle Bishop       | Kristen Bell                                                                | Electroquinesis                                       | Sylar aprende a copiar poderes conectándose con la otra persona, aunque al recuperar su hambre de poder, la mata abriendo su cráneo.       | El eclipse, segunda parte |
| Sue Landers       | Elizabeth Ann Bennett                                                       | Detector de mentiras biológico                        | Es asesinada en su trabajo, dónde Sylar se cuela para matarla.                                                                             | Our Father                |
| Arthur Petrelli   | Robert Forster                                                              | Robar habilidades (Poder no obtenido)                 | Sylar impide que Peter lo mate para poder hacerlo él.                                                                                      | Our father                |
| Echo DeMillie     | Kiko Ellsworth                                                              | Control del sonido (Poder no obtenido)                | Echo se enfrenta a Sylar y este le abre la garganta.                                                                                       | Dual                      |
| Danny Pine        | Franc Ross                                                                  | Transmutación del tejido a metal. (Poder no obtenido) | Danny intenta asesinar a Sylar y este lo mata de una manera desconocida, dejando solo su brazo.                                            | Dual                      |
| James Martin      | Bill Hooper, Kevin Alejandro, Manuel Urrego, Željko Ivanek y Zachary Quinto | metamorfosis                                          | Sylar le quita el poder empáticamente, dado que este muere con su forma, aprovechado esto por Sylar para fingir su muerte.                 | Into asylum               |
| Tom Miller        | Clint Howard                                                                | Destrozamiento                                        | Sylar haciéndose pasar por Rebelde le pide a Tom una demostración sobre sus habilidades, una vez hecho Sylar lo mata abriéndole el cráneo. | I am Sylar                |
| Nathan Petrelli   | Adrian Pasdar                                                               | Vuelo                                                 | Sylar lo asesina cortándole su garganta, aunque absorbe su poder antes de matarlo, ya que se le ve volando antes de que Nathan muera.      | An invisible thread       |
| Lydia             | Dawn Olivieri                                                               | Empatía                                               | Mientras Lydia trata de seducir a Sylar ella le dice de que trata su poder y este lo aprende por mimica empatica.                          | Let It Bleed              |